# Helina hirtifemorata
Helina hirtifemorata är en tvåvingeart som beskrevs av Malloch 1926. Helina hirtifemorata ingår i släktet Helina och familjen husflugor. Inga underarter finns listade i Catalogue of Life.